# 1. X. 1905 (соната)
«1. X. 1905» ― двухчастная (первоначально ― трёхчастная) соната для фортепиано в тональности ми-бемоль минор, написанная чешским композитором Леошем Яначеком в 1905—1906 годах. Произведение также известно под названием «С улицы» (чеш. Z ulice).

## История
Яначек сочинил сонату в память о рабочем Франтишеке Павлике (1885—1905); 1 октября 1905 года Франтишек был заколот штыком во время разгона студенческой демонстрации в Брно, участники которой требовали открыть в городе чешский университет. Сразу же после этого события Яначек приступил к работе над сонатой и к январю 1906 года окончательно завершил её создание. Премьера пьесы состоялась 27 января 1906 года в Брно в Клубе друзей искусств; её исполнила пианистка Людмила Тучкова.
Композитор также написал третью часть сонаты ― похоронный марш, однако, незадолго до первого публичного исполнения пьесы, сжёг его партитуру. Помимо этого, Яначек не был удовлетворён остальными частями произведения и впоследствии выбросил рукопись сонаты в реку Влтаву. Позже композитор с сожалением прокомментировал свой импульсивный поступок: «И в тот день они [ноты] плыли по воде, как белые лебеди». Соната считалась безвозвратно утерянной до 1924 года, пока Тучкова не объявила, что у неё есть копия первых двух частей. Сочинение было исполнено во второй раз 23 ноября 1924 года в Праге. Позднее Яначек сопроводил работу предисловием:
Белый мрамор ступеней Беседного дома в Брно. Простой рабочий Франтишек Павлик падает, обагрённый кровью. Он пришёл, чтобы бороться за высшее образование, и был лишён жизни жестокими убийцами.
Ноты сонаты были опубликованы в 1924 году пражским издательством «Hudební matice».
В 2000-х годах голландский композитор Тео Вербей переложил произведение для оркестра. Премьера оркестровой версии сонаты состоялась 9 мая 2008 года в Утрехте; Филармоническим оркестром Нидерландского радио дирижировал Клаус Петер Флор.

## Структура
Произведение состоит из двух частей:
1. «Предчувствие» (Předtucha / Die Ahnung) ― Con moto

1. «Смерть» (Smrt / Der Tod) ― Adagio